# ويل فورتيه
ويل فورت (بالإنجليزية: Will Forte)‏ مواليد 17 يونيو 1970 في مقاطعة ألاميدا، الولايات المتحدة، هو ممثل ومنتج وكاتب سيناريو أمريكي بدأ مسيرته الفنية عام 1997. درس في جامعة كاليفورنيا.

## الأعمال
- حول العالم في 80 يوما
- برازرز سولومون
- أم طفلة
- غائم مع فرصة لتساقط كرات اللحم
- روك العصور
- هذا هو ابني
- المراقبة
- البالغون 2
- غائم مع احتمال سقوط كرات اللحم 2
- حياة الجريمة
- آخر رجل على الأرض (مسلسل)

## وصلات خارجية
- ويل فورتيه على موقع IMDb (الإنجليزية)
- ويل فورتيه على موقع روتن توميتوز (الإنجليزية)
- ويل فورتيه على موقع قاعدة بيانات الأفلام العربية
- ويل فورتيه على موقع ألو سيني (الفرنسية)
- ويل فورتيه على موقع ميوزك برينز (الإنجليزية)
- ويل فورتيه على موقع أول موفي (الإنجليزية)
- ويل فورتيه على موقع بوكس أوفيس موجو (الإنجليزية)
- ويل فورتيه على موقع قاعدة بيانات الأفلام السويدية (السويدية)
- ويل فورتيه على موقع إن إن دي بي (الإنجليزية)
- ويل فورتيه على موقع أول ميوزيك (الإنجليزية)